# Slani Dol
Slani Dol is een plaats in de gemeente Samobor in de Kroatische provincie Zagreb. De plaats telt 226 inwoners (2001).